# Розовская, Александра Марковна
Алекса́ндра Ма́рковна Розо́вская (род. 27 января 1988, Москва) — российская театральная актриса.

## Биография
Родилась 27 января 1988 года в Москве в семье российского театрального деятеля Марка Розовского. Училась в музыкальной школе № 2 им. И. Дунаевского и в Московском театре юного актёра. Впервые вышла на сцену в 4 года в спектаклях «Охота на носорогов» и «Гамбринус». В 13 лет стала играть в мюзикле «Норд-Ост» (роль — Катя Татаринова), который стал её первым серьёзным спектаклем.
23 октября 2002 года Розовская находилась в репетиционном зале Дома культуры ОАО «Московский подшипник», когда здание было захвачено чеченскими боевиками. Розовская провела более 2 суток в заложниках, не пострадала, но погиб её двоюродный брат Арсений Куриленко (он играл Саню Григорьева в детстве) и подруга Кристина Курбатова (она была заменой Розовской). В 2012 году, вспоминая теракт, Розовская заявила, что после укола антидота, который ей сделали в шею, она два месяца не могла повернуть голову.
После теракта Розовская, будучи психически травмированной, в театре не выступала и становиться актрисой тоже не хотела, собираясь вместо этого поступать на журфак, чтобы стать журналисткой, однако передумала и поступила в РАТИ-ГИТИС на курс Алексея Бородина, который окончила в 2009 году с красным дипломом и в том же году была принята в труппу РАМТа.
Вместе с труппой спектакля «Всюду жизнь» удостоена награды Международного театрального фестиваля ACADEMIA.

## Роли в театре

### РАМТ
- 1989 — «Приключения Тома Сойера» Твена. Режиссёр: Д. Крэнни — Грейси Миллер,  Бекки Тэтчер
- 2006 — «Золушка» Евгения Шварца. Режиссёр: Алексей Бородин — Золушка
- 2007 — «Берег утопии». 3 часть. Выброшенные на берег. Режиссёр: Алексей Бородин — Горничная
- 2010 — «Приключения капитана Врунгеля». Режиссёр: Борис Гранатов — Репортеры, служащие порта, аборигены
- 2010 — «Алые паруса» Грина. Режиссёр: Алексей Бородин — Ассоль
- 2010 — «FSK-16» Кристо Шагор. Режиссёр: Яна Лисовская — Кирстен[4]
- 2010 — «Чехов-GALA» по одноактным пьесам Чехова. Режиссёр: Алексей Бородин — 3-я барышня («Свадьба»)
- 2011 — «Рок-н-ролл» Т. Стоппарда. Режиссёр: Адольф Шапиро — Джиллиан
- 2011 — «Дон Кихот» по мотивам пьесы Е. Шварца. Режиссёр: Ю.Ерёмин — Антония, племянница
- 2012 — «Скупой» по мотивам комедии Ж-Б Мольера. Режиссёр Егор Перегудов — Элиза, дочь Гарпагона

### Проект Егора Дружинина
- 2011 — «Всюду жизнь»

### La’ Театр
- 2011 — «Вишнёвый сад» А. П. Чехова. Режиссёр: Вадим Дубровицкий — Аня

## Роли в кино
- 2009 — «Царь». Режиссёр: А.Эшпай — Анна Колтовская
- 2011 — «Записки экспедитора Тайной канцелярии».